# Tupigny
Tupigny ist eine französische Gemeinde mit 335 Einwohnern (Stand 1. Januar 2022) im Département Aisne in der Region Hauts-de-France (vor 2016 Picardie). Sie gehört zum Arrondissement Vervins, zum Kanton Guise und zum Kommunalverband Thiérache Sambre et Oise.

## Geographie
Die Gemeinde Tupigny liegt im Nordwesten der Thiérache am Fluss Noirrieu und am parallel verlaufenden Sambre-Oise-Kanal, 24 Kilometer nordöstlich von Saint-Quentin. Nachbargemeinden von Tupigny sind Wassigny im Norden, Vénérolles im Nordosten, Hannapes im Osten, Lesquielles-Saint-Germain im Südosten, Grand-Verly im Süden, Petit-Verly im Südwesten sowie Mennevret im Nordwesten.

## Bevölkerungsentwicklung
| Jahr                       | 1962 | 1968 | 1975 | 1982 | 1990 | 1999 | 2006 | 2013 | 2022 |
| Einwohner                  | 450  | 436  | 381  | 330  | 348  | 350  | 359  | 352  | 335  |
| Quellen: Cassini und INSEE |      |      |      |      |      |      |      |      |      |

## Sehenswürdigkeiten
- Kirche Sainte-Madeleine
- Drehbrücke über den Sambre-Oise-Kanal

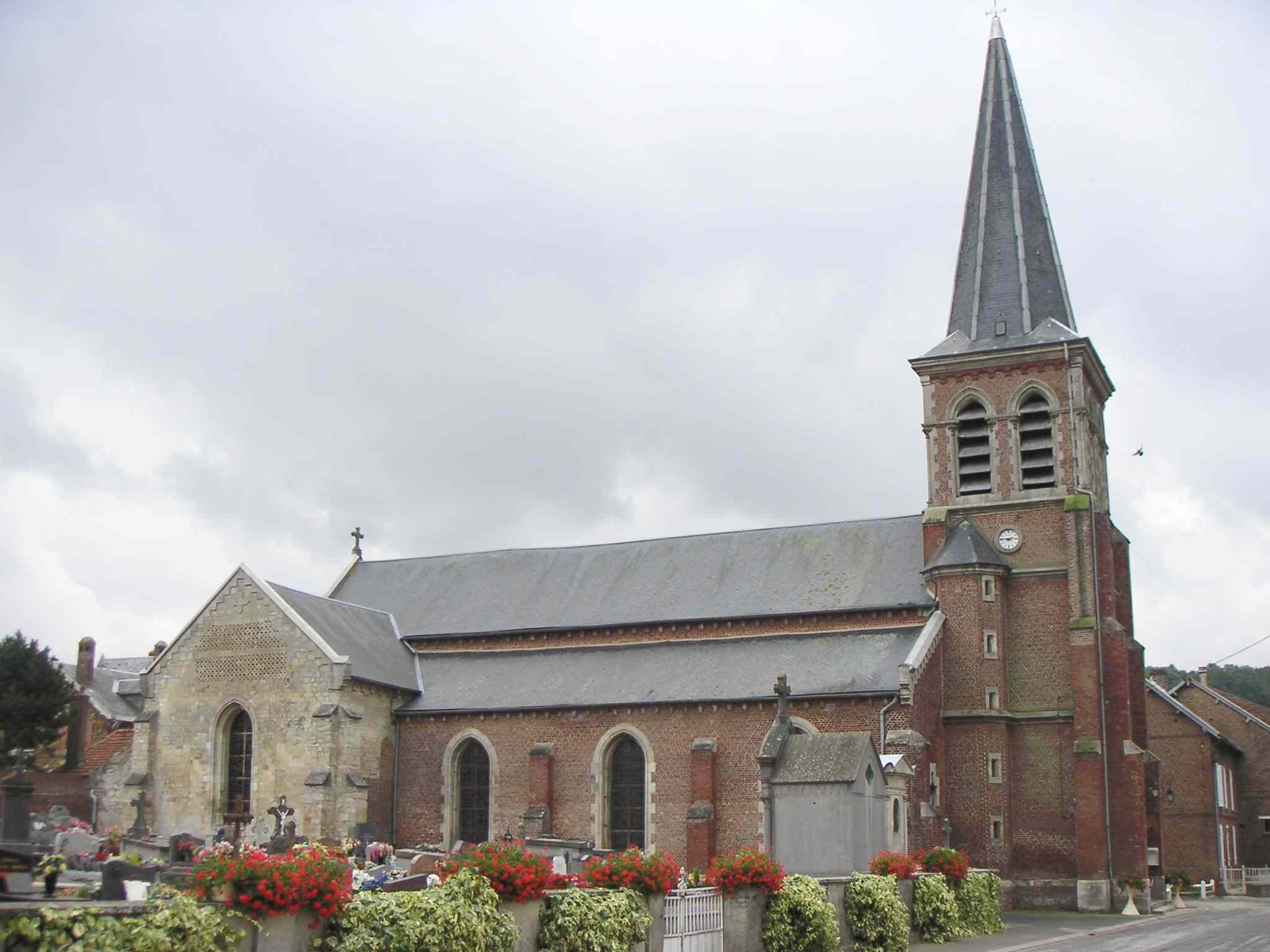
Kirche Sainte-Madeleine
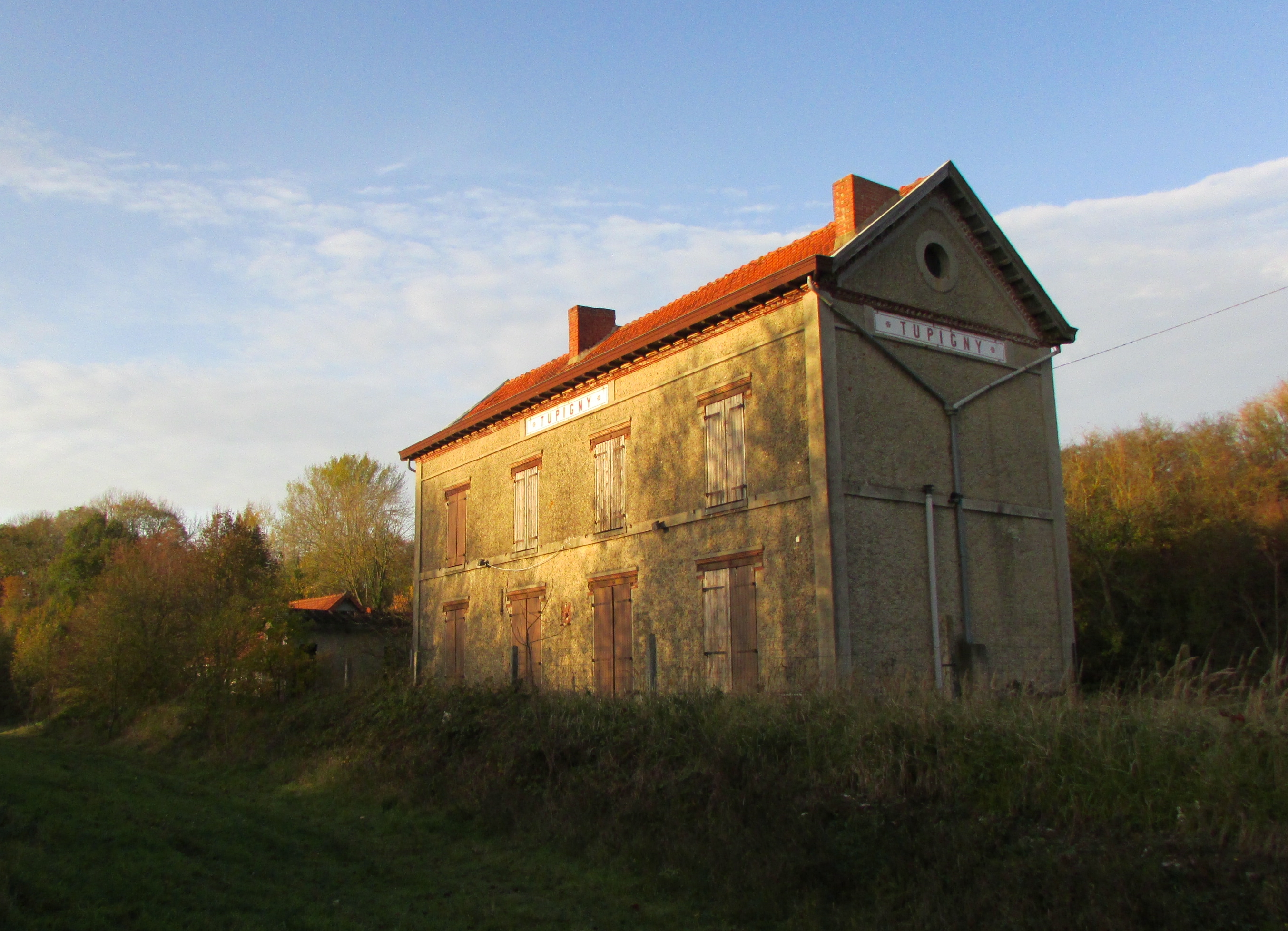
Ehemaliger Bahnhof
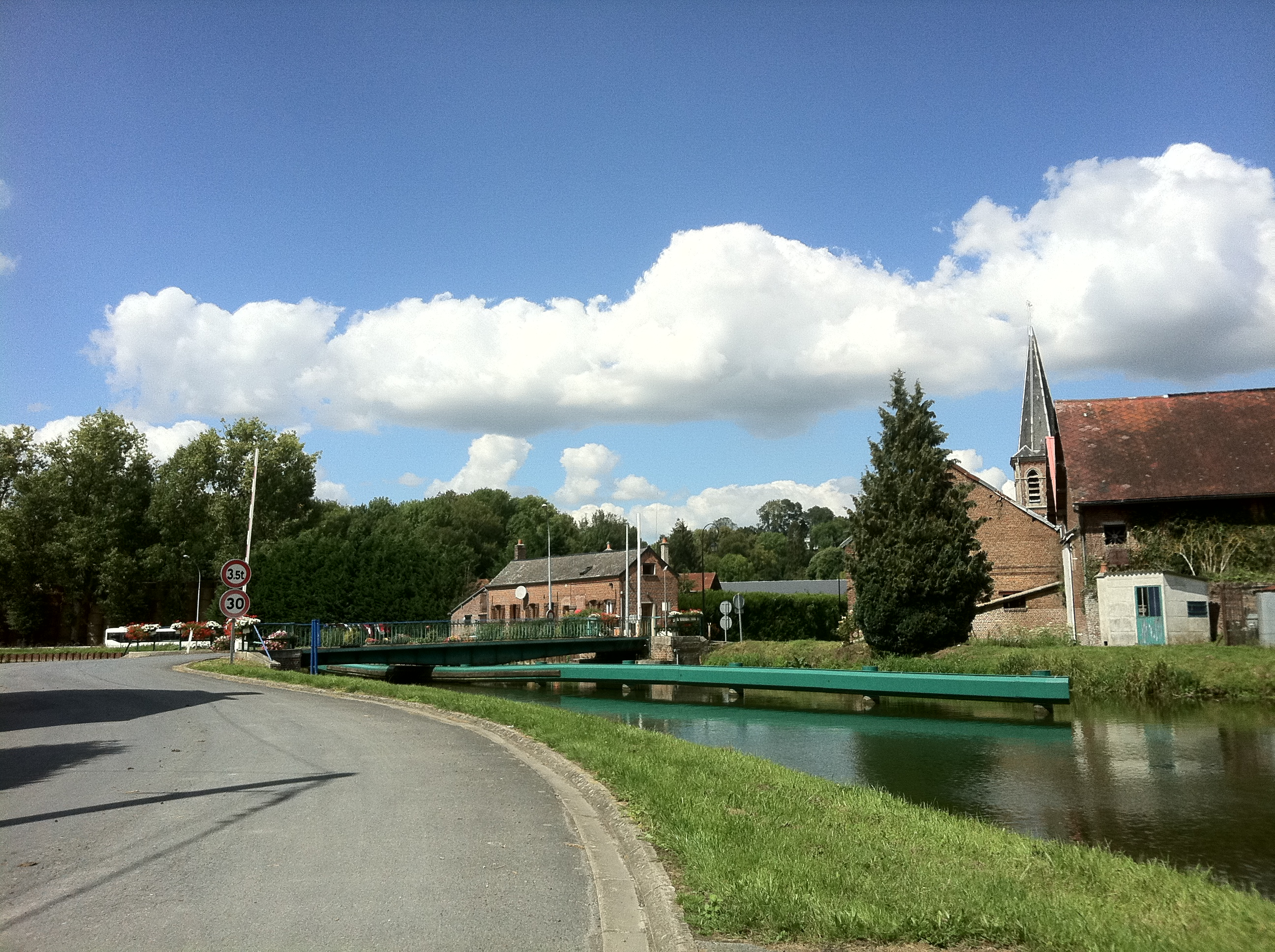
Drehbrücke über den Sambre-Oise-Kanal